# Южноамерикански храстови змии
Южноамериканските храстови змии (Philodryas) са род влечуги от семейство Смокообразни (Colubridae).
Таксонът е описан за пръв път от Йохан Георг Ваглер през 1830 година.

## Видове
- Philodryas aestiva
- Philodryas agassizii
- Philodryas amaru
- Philodryas argentea
- Philodryas arnaldoi
- Philodryas baroni
- Philodryas boliviana
- Philodryas chamissonis
- Philodryas cordata
- Philodryas erlandi
- Philodryas georgeboulengeri
- Philodryas inca
- Philodryas laticeps
- Philodryas livida
- Philodryas mattogrossensis
- Philodryas nattereri
- Philodryas olfersii
- Philodryas oligolepis
- Philodryas patagoniensis
- Philodryas psammophidea
- Philodryas simonsii
- Philodryas tachymenoides
- Philodryas taeniatus
- Philodryas trilineata
- Philodryas varia
- Philodryas viridissima